# Ariola coelisigna
Ariola coelisigna är en fjärilsart som beskrevs av Walker 1857. Ariola coelisigna ingår i släktet Ariola och familjen trågspinnare. Inga underarter finns listade i Catalogue of Life.